# Jonathan Tah
Jonathan Tah, né le 11 février 1996 à Hambourg en Allemagne, est un footballeur international allemand qui évolue au poste de défenseur central au Bayern Munich.

## Biographie

### Carrière en club
Jonathan Tah est né d'une mère allemande et d'un père allemand originaire de la Côte d'Ivoire . Titulaire à Hambourg SV à seulement 17 ans, il est l'un des joueurs les plus prometteurs d'Allemagne avec un potentiel physique et une vision du jeu rares pour un joueur de son âge.
Le 16 juillet 2015 il s'engage au Bayer Leverkusen pour un contrat de cinq ans.
Le 28 janvier 2017, il inscrit son premier but pour Bayer Leverkusen lors d'une rencontre de Bundesliga face à l'équipe de  Borussia Mönchengladbach. Toutefois son équipe s'incline (3-2) ce jour-là.
En septembre 2017 , Jonathan Tah figure dans une liste des 50 meilleurs joueurs de moins de 21 ans, établie par L'Équipe.
Le 25 février 2018, il prolonge son contrat avec Bayer Leverkusen jusqu'en 2023.
En 2020, il atteint les quarts de finale de la Ligue Europa avec Bayer Leverkusen.
En 2024, il est champion d’Allemagne avec le Bayer Leverkusen, équipe restée invaincue pendant toute la saison. Malheureusement son équipe perd en finale de Ligue Europa face à Atalanta Bergame, ce qui sera la seule défaite de son club.
Il gagne aussi, avec son club, la Coupe d'Allemagne face au FC Kaiserslautern (1-0) clôturant ainsi une saison extraordinaire.

### Carrière en sélection
Avec les moins de 19 ans, Jonathan Tah participe au championnat d'Europe des moins de 19 ans en 2015. Lors de cette compétition organisée en Grèce, il est capitaine et joue trois matchs. Malgré un bilan honorable (une victoire, un nul et une défaite), l'Allemagne est éliminée dès le premier tour.
Avec les espoirs, il est appelé par Stefan Kuntz pour disputer le championnat d'Europe espoirs en 2019. Lors de ce tournoi, il dispute tous les matchs dans leur intégralité et une nouvelle fois en tant que capitaine. En phase de groupe de ce tournoi, lors d'un match contre l'Autriche, il délivre une passe décisive. Son équipe s'incline en finale du tournoi face à l'Espagne.
Il est convoqué pour la première fois en  sélection allemande en mars 2016. Il dispute son premier match avec l'équipe A le 26 mars 2016, contre l'Angleterre, en match amical à Berlin.
Initialement absent de la liste des 23 joueurs allemands sélectionnés pour disputer l'Euro 2016, Tah remplace Antonio Rüdiger amené à déclarer forfait à la suite d'une rupture du ligament croisé antérieur droit. Alors plus jeune joueur de l'effectif, il ne dispute aucun match du tournoi. L'Allemagne s'incline en demi-finale contre l'équipe de France.
En mai 2018, Joachim Löw le sélectionne dans sa liste préliminaire de 27 joueurs participant à la Coupe du monde 2018, mais Tah n'est pas inclus dans la liste finale de 23 joueurs. 
Le 16 mai 2024, il fait partie d'une liste provisoire de 27 joueurs sélectionnés par Julian Nagelsmann en vue de préparer l'Euro 2024, avant de se retrouver dans la liste définitive le 7 juin.  

## Statistiques
| Saison                | Club                      | Championnat           | Championnat | Championnat | Coupe(s) nationale(s) | Coupe(s) nationale(s) | Supercoupe | Supercoupe | Compétition(s) continentale(s) | Compétition(s) continentale(s) | Compétition(s) continentale(s) | Coupe du monde des clubs | Coupe du monde des clubs | Allemagne | Allemagne | Total | Total |
| Saison                | Club                      | Division              | M.          | B.          | M.                    | B.                    | M.         | B.         | Comp.                          | M.                             | B.                             | M.                       | B.                       | M.        | B.        | M.    | B.    |
| 2013-2014             | Hambourg SV               | Bundesliga            | 16          | 0           | 4                     | 0                     | -          | -          | -                              | -                              | -                              | -                        | -                        | -         | -         | 20    | 0     |
| 2014-2015             | Fortuna Düsseldorf (prêt) | 2. Bundesliga         | 23          | 0           | -                     | -                     | -          | -          | -                              | -                              | -                              | -                        | -                        | -         | -         | 23    | 0     |
| 2015-2016             | Bayer 04 Leverkusen       | Bundesliga            | 29          | 0           | 4                     | 0                     | -          | -          | C1+C3                          | 8+4                            | 0+0                            | -                        | -                        | 1         | 0         | 46    | 0     |
| 2016-2017             | Bayer 04 Leverkusen       | Bundesliga            | 19          | 1           | 2                     | 0                     | -          | -          | C1                             | 5                              | 0                              | -                        | -                        | 2         | 0         | 28    | 1     |
| 2017-2018             | Bayer 04 Leverkusen       | Bundesliga            | 28          | 0           | 5                     | 0                     | -          | -          | -                              | -                              | -                              | -                        | -                        | -         | -         | 33    | 0     |
| 2018-2019             | Bayer 04 Leverkusen       | Bundesliga            | 33          | 3           | 2                     | 0                     | -          | -          | C3                             | 3                              | 0                              | -                        | -                        | 3         | 0         | 41    | 3     |
| 2019-2020             | Bayer 04 Leverkusen       | Bundesliga            | 25          | 0           | 5                     | 0                     | -          | -          | C1+C3                          | 5+4                            | 0+0                            | -                        | -                        | 3         | 0         | 42    | 0     |
| 2020-2021             | Bayer 04 Leverkusen       | Bundesliga            | 27          | 1           | 1                     | 0                     | -          | -          | C3                             | 7                              | 0                              | -                        | -                        | 4         | 0         | 39    | 1     |
| 2021-2022             | Bayer 04 Leverkusen       | Bundesliga            | 33          | 2           | 1                     | 0                     | -          | -          | C3                             | 8                              | 0                              | -                        | -                        | 3         | 0         | 45    | 2     |
| 2022-2023             | Bayer 04 Leverkusen       | Bundesliga            | 33          | 1           | -                     | -                     | -          | -          | C1+C3                          | 6+8                            | 0+0                            | -                        | -                        | -         | -         | 47    | 1     |
| 2023-2024             | Bayer 04 Leverkusen       | Bundesliga            | 31          | 4           | 5                     | 2                     | -          | -          | C3                             | 11                             | 0                              | -                        | -                        | 13        | 0         | 60    | 6     |
| 2024-2025             | Bayer 04 Leverkusen       | Bundesliga            | 33          | 3           | 4                     | 1                     | 1          | 0          | C1                             | 10                             | 0                              | -                        | -                        | 8         | 0         | 56    | 4     |
| Sous-total            | Sous-total                | Sous-total            | 291         | 15          | 30                    | 3                     | 1          | 0          | -                              | 79                             | 0                              | -                        | -                        | 37        | 0         | 438   | 18    |
| 2024-2025             | Bayern Münich             | Bundesliga            | 0           | 0           | 0                     | 0                     | 0          | 0          | C1                             | 0                              | 0                              | 5                        | 0                        | 0         | 0         | 5     | 0     |
| 2025-2026             | Bayern Münich             | Bundesliga            | 0           | 0           | 0                     | 0                     | 1          | 0          | C1                             | 0                              | 0                              | -                        | -                        | 0         | 0         | 1     | 0     |
| Sous-total            | Sous-total                | Sous-total            | 0           | 0           | 0                     | 0                     | 1          | 0          | -                              | 0                              | 0                              | 5                        | 0                        | 0         | 0         | 6     | 0     |
| Total sur la carrière | Total sur la carrière     | Total sur la carrière | 330         | 15          | 34                    | 3                     | 2          | 0          | -                              | 79                             | 0                              | 5                        | 0                        | 37        | 0         | 487   | 18    |

## Palmarès
Bayer Leverkusen
- Champion d'Allemagne en 2024
- Vainqueur de la Coupe d'Allemagne en 2024
- Vainqueur de la Supercoupe d'Allemagne en 2024
- Finaliste de la Ligue Europa en 2024

 Bayern Munich
- Vainqueur de la Supercoupe d'Allemagne en 2025